# Mesochorus fulvipes
Mesochorus fulvipes là một loài tò vò trong họ Ichneumonidae.